# Agrotis subobsoleta
Agrotis subobsoleta là một loài bướm đêm trong họ Noctuidae.